# Tratado de amizade e comércio anglo-japonês

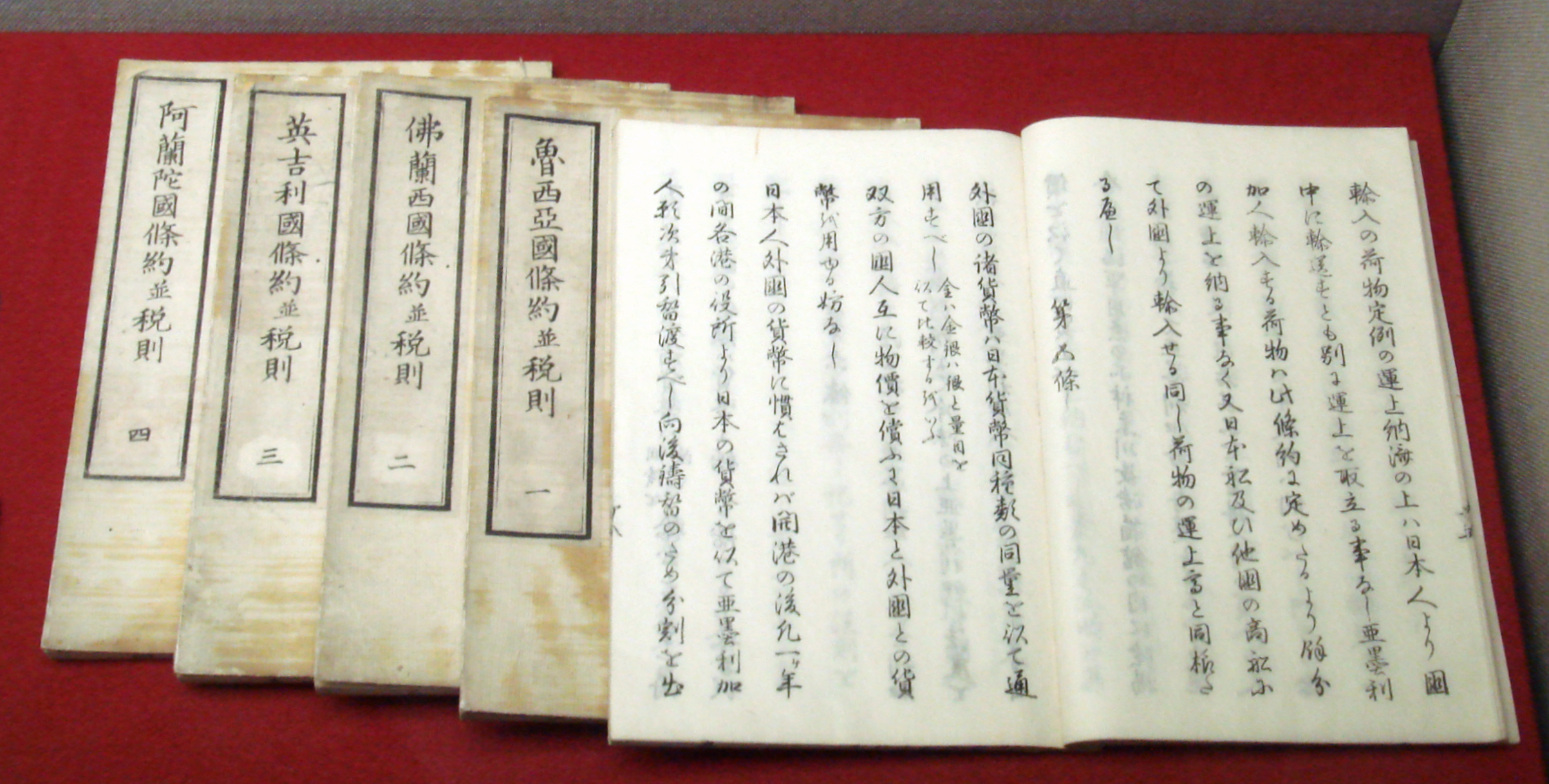
Tratado de amizade e comércio entre o Japão, Holanda, Inglaterra, França, Russia e Estados Unidos (1858).

O Tratado de amizade e comércio anglo-japonês (日英修好通商条約, Nichi-Ei Shūkō Tsūshō Jōyaku) foi assinado a 26 de agosto de 1858 por James Bruce, 8° Conde de Elgin (1811-1863) e pelos representantes do governo japonês (Shogunato Tokugawa). Foi um tratado desigual, que deu ao Japão o estatuto de semi-colónia.

## Termos do Tratado
As concessões que o Japão fez foram três:
- Um representante do governo britânico estaria autorizado a residir em Yedo.
- Hakodate, Kanagawa e Nagasaki foram abertos ao comércio britânico a 1 de julho de 1859, assim como também os cidadãos britânicos poderiam viajar numa faixa de 25 quilómetros em cada porto. Hyogo foi aberto a 1 de janeiro de 1863.
- Isto permitiria que os cidadãos britânicos residissem em Yedo a partir de 1 de janeiro de 1862, e em Osaka a partir de 1 de janeiro de 1863.